# Protestele din Etiopia din 2016
În luna august a anului 2016 Etiopia s-a confruntat cu un amplu val de proteste împotriva guvernului condus de Hailemariam Desalegn, după apeluri repetate ale grupurilor din opoziție. Protestatarii au cerut reforme sociale și politice, dar și o încetare a abuzurilor împotriva drepturilor omului (incluzând uciderea de civili, arestări în masă, confiscarea terenurilor de către guvern și marginalizarea politică a formațiunilor din opoziție). Guvernul a răspuns prin restricționarea accesului la Internet, precum și atacarea și arestarea protestatarilor. Potrivit Reuters, în doar trei zile de proteste, 90 de manifestanți au fost împușcați mortal de către forțele de ordine etiopiene.

## Context
| Compoziția etnică a Etiopiei (2007) | Compoziția etnică a Etiopiei (2007) | Compoziția etnică a Etiopiei (2007) | Compoziția etnică a Etiopiei (2007) | Compoziția etnică a Etiopiei (2007) |
| ----------------------------------- | ----------------------------------- | ----------------------------------- | ----------------------------------- | ----------------------------------- |
|                                     |                                     |                                     |                                     |                                     |
| Oromo                               | Oromo                               |                                     | 34.4%                               | 34.4%                               |
| Amhara                              | Amhara                              |                                     | 27%                                 | 27%                                 |
| Somalezi                            | Somalezi                            |                                     | 6.2%                                | 6.2%                                |
| Tigray                              | Tigray                              |                                     | 6.1%                                | 6.1%                                |
| Sidama                              | Sidama                              |                                     | 4%                                  | 4%                                  |
| Gurage                              | Gurage                              |                                     | 2.5%                                | 2.5%                                |
| Alții                               | Alții                               |                                     | 19.8%                               | 19.8%                               |

Etiopia este guvernată de Frontul Democratic Revoluționar al Poporului Etiopian (EPRDF) încă de la capturarea capitalei și încheierea războiului civil în 1991. Membrii grupului etnic tigrinya constituie o minoritate a populației Etiopiei, însă domină pozițiile de conducere în sistemul militar și politic al țării, în timp ce majoritatea amhara și oromo sunt marginalizați.
Țara înregistrează o creștere economică rapidă încă din prima decadă a secolului al XXI-lea și este una dintre economiile cu cea mai rapidă creștere din lume, dar și a doua cea mai populată țară din Africa.
În noiembrie și decembrie 2015 un alt val de proteste în regiunea Oromia a fost înăbușit în sânge. Atunci, cel puțin 75 de protestatari au fost uciși de forțele de ordine. Aceste proteste au fost urmate ulterior de abuzuri ale poliției și sute de arestări în rândul membrilor opoziției.
După alegerile generale din mai 2015, aspru criticate de voci din țară și de peste hotare, partidul de guvernământ și aliații săi au ocupat și ultimul loc deținut de opoziție, astfel că a ajuns să controleze întreg Parlamentul. De asemenea, tensiunile sunt în creștere la granița cu Eritreea; o luptă sângeroasă în lunia iunie s-a soldat cu sute de victime.

## Evenimente

### Regiunea Oromia
Răspunsul forțelor de securitate a fost exagerat, dar deloc surprinzător. Forțele etiopiene au folosit în mod sistematic forța excesivă în încercările lor greșite de a reduce la tăcere vocile disidente.
Michelle Kagari, directorul adjunct regional al Amnesty International pentru Africa de Est, Cornul Africii și Marile Lacuri
Proteste au avut loc în mai mult de 200 de orașe și sate din Oromia, cea mai mare regiune a Etiopiei, la care au luat parte sute de mii de oameni. Protestatarii au solicitat autoguvernarea regiunii, eliberarea prizonierilor politici, sfârșitul a ceea ce ei percep ca un „regim militar” în regiune și încetarea unei pretinse represiuni de către forțele de securitate asupra manifestanților „pașnici și neînarmați”, în principal studenți și agricultori.
Într-un comunicat, Amnesty International a declarat că cel puțin 67 de oameni au fost uciși doar în regiunea Oromia când forțele de securitate au deschis focul asupra protestatarilor și că cel puțin 30 au fost împușcați mortal în orașul Bahir Dar. Organizația a citat „surse credibile” și a declarat că alte câteva sute de oameni au fost arestați. Un politician din opoziție, Mulatu Gemechu, a declarat că peste 70 de oameni au fost uciși în toată regiunea Oromia. „Mulți alții au fost răniți și am pierdut numărătoarea celor care au fost arestați”, a declarat acesta.
Un student de la Universitatea din Ambo a declarat pentru Addis Standard că fratele și tatăl său au fost răpiți de poliție din casa lor din Dembidolo, în noaptea de 6 spre 7 august.
Versiunea autorităților asupra evenimentelor, așa cum a fost relatată de către agenția pro-guvernamentală Fana Broadcasting Corporate, vorbește de „activități ilegale desfășurate sub paravanul demonstrațiilor”. Hoteluri, bănci și proprietăți private au fost vandalizate, iar o grenadă a fost aruncată în direcția forțelor de securitate. „După atacul asupra forțelor de securitate, au fost luate măsuri pentru a restabili ordinea”, a declarat agenția de presă.

### Addis Abeba
Pe 6 august, sute de protestatari au mărșăluit în Piața Meskel, strigând „Vrem libertatea noastră” și cerând eliberarea persoanelor reținute la începutul anului în timpul unor demonstrații masive împotriva planurilor capitalei Addis Abeba de a-și extinde teritoriul în vecinătatea regiunii Oromia. Manifestanții au fost atacați de poliție, iar câteva zeci au fost arestați. Martori și locuitori au declarat că forțele de securitate au folosit gaze lacrimogene și au blocat străzile din Addis Abeba și alte orașe mari în încercarea de a reprima protestele.

### Regiunea Amhara
Protestele s-au extins și în regiunea Amhara, iar cererile protestatarilor nu s-au rezumat doar la reforme politice și sociale, ci, concret, la trecerea regiunii Welkait din administrația statului Tigray în administrația statului Amhara.

## Reacții

### Interne
Guvernul etiopian a blocat accesul la Internet în mai multe regiuni ale țării și a învinuit „dușmanii străini” pentru proteste. De asemenea, accesul la aplicații de social media, precum Facebook, Twitter, Viber și WhatsApp, era blocat pe 8 august. Potrivit unei declarații emise de către biroul de comunicații al guvernului, unii protestatari aveau asupra lor arme letale, inclusiv explozibili. Liderii opoziției neagă însă acuzațiile, afirmând că protestatarii erau pașnici și neînarmați. Într-un comunicat de presă, prim-ministrul Hailemariam Desalegn declara: „Guvernul este conștient că ideile și lozincile reflectate în demonstrații nu reprezintă oamenii din Oromo sau Gondar”.
Congresul Federalist din Oromo, partid de opoziție și membru al Forumului pentru Dialog Democrat, a raportat că 400 de persoane au fost ucise în timpul protestelor (deși Reuters și alte agenții internaționale de știri au confirmat inițial o cifră mai mică).

### Internaționale
- Organizația Națiunilor Unite a cerut Etiopiei să permită prezența observatorilor internaționali în părți ale țării afectate de ciocniri între forțele de securitate și protestatari. O purtătoare de cuvânt a Înalt Comisarului Națiunilor Unite pentru Drepturile Omului în Geneva a declarat că știrile care vin din cele două regiuni sunt „extrem de alarmante”, având în vedere că nu a existat „nicio încercare reală de a asigura responsabilitatea” pentru abuzurile forțelor de securitate.[24]
- Ambasada Statelor Unite în Addis Abeba a emis o declarație în care guvernul Statelor Unite se arăta „profund îngrijorat de violența excesivă”.[25]